# Łozice (powiat koszaliński)
Łozice – wieś w Polsce położona w województwie zachodniopomorskim, w powiecie koszalińskim, w gminie Bobolice. Znajduje się tam cmentarz ewangelicki, gdzie są widoczne jeszcze groby niemieckich żołnierzy.
Zobacz też: Łozice, Nowe Łozice